# Utlenianie
Utlenianie, oksydacja – reakcja chemiczna, w której atom przechodzi z niższego stopnia utlenienia na wyższy, co jest równoważne z oddaniem elektronów.
Nazwa ta ma charakter umowny, gdyż każdej reakcji utleniania musi towarzyszyć reakcja redukcji. Łącznie taki proces nazywa się reakcją redoks (redukcja + oksydacja).
W praktyce daną reakcję nazywa się utlenianiem, gdy wzrost stopnia utlenienia dotyczy związku lub pierwiastka chemicznego będącego głównym przedmiotem reakcji. Jako akceptor elektronów służyć może związek chemiczny (utleniacz) lub elektroda dodatnia (anoda).
Przykładowa reakcja utleniania metanolu do kwasu mrówkowego za pomocą tlenu:
CH3OH + O2 → HCOOH + H2O
C-II → C+II + 4e- (utlenianie)
O20 + 4e- → 2O-II (redukcja)
Względna łatwość utleniania grup organicznych
R-NH2 > R-OH > R-H
R3C-H >> R2CH2 > -CH3
C=C ≈ C≡C > C-C

## Przykładowe utleniacze
- brom, chlor, fluor, jod
- kwasy utleniające (np. kwas azotowy)
- chlorany i nadmanganiany
- nadtlenki
- ozon